# Lijst van voetbalinterlands Griekenland - Hongarije
Deze lijst van voetbalinterlands is een overzicht van alle officiële voetbalwedstrijden tussen de nationale teams van Griekenland en Hongarije. De landen hebben tot op heden 22 keer tegen elkaar gespeeld. De eerste ontmoeting was een kwalificatiewedstrijd voor het Wereldkampioenschap voetbal 1938 en werd gespeeld in Boedapest op 25 maart 1938. Het laatste duel, een vriendschappelijke wedstrijd, vond plaats op 20 november 2022 in de Hongaarse hoofdstad.

## Wedstrijden
| №  | Plaats       | Datum             | Competitie                  | Wedstrijd               | Uitslag |
| -- | ------------ | ----------------- | --------------------------- | ----------------------- | ------- |
| 1  | Boedapest    | 25 maart 1938     | WK 1938 kwalificatie        | Hongarije − Griekenland | 11 − 1  |
| 2  | Piraeus      | 9 oktober 1976    | WK 1978 kwalificatie        | Griekenland − Hongarije | 1 − 1   |
| 3  | Boedapest    | 28 mei 1977       | WK 1978 kwalificatie        | Hongarije − Griekenland | 3 − 0   |
| 4  | Thessaloniki | 28 oktober 1978   | EK 1980 kwalificatie        | Griekenland − Hongarije | 4 − 1   |
| 5  | Boedapest    | 2 mei 1979        | EK 1980 kwalificatie        | Hongarije − Griekenland | 0 − 0   |
| 6  | Boedapest    | 15 mei 1983       | EK 1984 kwalificatie        | Hongarije − Griekenland | 2 − 3   |
| 7  | Thessaloniki | 3 december 1983   | EK 1984 kwalificatie        | Griekenland − Hongarije | 2 − 2   |
| 8  | Athene       | 12 november 1986  | EK 1988 kwalificatie        | Griekenland − Hongarije | 2 − 1   |
| 9  | Boedapest    | 14 oktober 1987   | EK 1988 kwalificatie        | Hongarije − Griekenland | 3 − 0   |
| 10 | Piraeus      | 15 november 1988  | Vriendschappelijk           | Griekenland − Hongarije | 3 − 0   |
| 11 | Boedapest    | 25 oktober 1989   | Vriendschappelijk           | Hongarije − Griekenland | 1 − 1   |
| 12 | Thessaloniki | 11 november 1992  | WK 1994 kwalificatie        | Griekenland − Hongarije | 0 − 0   |
| 13 | Boedapest    | 31 maart 1993     | WK 1994 kwalificatie        | Hongarije − Griekenland | 0 − 1   |
| 14 | Piraeus      | 16 november 2005  | Vriendschappelijk           | Griekenland − Hongarije | 2 − 1   |
| 15 | Iraklion     | 2 juni 2007       | EK 2008 kwalificatie        | Griekenland − Hongarije | 2 − 0   |
| 16 | Boedapest    | 21 november 2007  | EK 2008 kwalificatie        | Hongarije − Griekenland | 1 − 2   |
| 17 | Boedapest    | 24 mei 2008       | Vriendschappelijk           | Hongarije − Griekenland | 3 − 2   |
| 18 | Boedapest    | 29 maart 2015     | EK 2016 kwalificatie        | Hongarije − Griekenland | 0 − 0   |
| 19 | Piraeus      | 11 oktober 2015   | EK 2016 kwalificatie        | Griekenland − Hongarije | 4 − 3   |
| 20 | Boedapest    | 11 september 2018 | UEFA Nations League 2018/19 | Hongarije − Griekenland | 2 − 1   |
| 21 | Athene       | 12 oktober 2018   | UEFA Nations League 2018/19 | Griekenland − Hongarije | 1 − 0   |
| 22 | Boedapest    | 20 november 2022  | Vriendschappelijk           | Hongarije − Griekenland | 2 − 1   |

## Samenvatting
| Competitie          | Totaal gespeeld | Winst Griekenland | Gelijk | Winst Hongarije | Doelsaldo Griekenland – Hongarije |
| ------------------- | --------------- | ----------------- | ------ | --------------- | --------------------------------- |
| WK-kwalificatie     | 5               | 1                 | 2      | 2               | 3 − 15                            |
| EK-kwalificatie     | 10              | 6                 | 3      | 1               | 19 − 13                           |
| UEFA Nations League | 2               | 1                 | 0      | 1               | 2 − 2                             |
| Vriendschappelijk   | 5               | 2                 | 1      | 2               | 9 − 7                             |
| Totaal              | 22              | 10                | 6      | 6               | 33 − 37                           |

## Details

### Achttiende ontmoeting
| EK 2016 kwalificatie (scheidsrechter Sergej Karasjov, Boedapest, Hongarije, 14 november 2014):                                                                 |              | |
| Hongarije | 0 – 0        | Griekenland |
| | goals        | |
| Pál Dárdai | bondscoach   | Sergio Markarián |
| Gábor Király Roland Juhász Leandro de Almeida Attilo Fiola Tamás Kádár Zoltán Gera Dániel Tőzsér Balázs Dzsudzsák Ákos Elek 70' Zóltan Stieber Ádám Szalai 68' | opstellingen | Orestis Karnezis Vasilis Torosidis Kyriakos Papadopoulos Sokratis Papastathopoulos Kostas Manolas Kostas Stafylidis Lazaros Christodoulopoulos 69' Ioannis Fetfatzidis 77' Andreas Samaris Stefanos Athanasiadis Panagiotis Kone 77' |
| Nemanja Nikolics 68' Ádám Pintér 70' | wissels      | 69' Kostas Fortounis 77' Giannis Gianniotas 77' Kostas Katsouranis |
| Leandro de Almeida 10' Ákos Elek 55' Ádám Pintér 79' | gele kaarten | 64' Panagiotis Kone 65' Ioannis Fetfatzidis |
| - Debuut van Giannis Gianniotas (Asteras Tripoli FC) voor Griekenland.                                                                                         |              | |

EPO · A-internationals · Bondscoaches · Selecties · Grieks vrouwenelftal · Olympisch elftal · Griekenland U21 · Griekenland U20 · Griekenland U19 · Griekenland U18 · Griekenland U17 · Griekenland U16
1920 – 1929 ·
1930 – 1939 ·
1940 – 1949 ·
1950 – 1959 ·
1960 – 1969 ·
1970 – 1979 ·
1980 – 1989 ·
1990 – 1999 ·
2000 – 2009 ·
2010 – 2019 ·
2020 − 2029
EK 1980 · 
EK 2004 · 
EK 2008 · 
EK 2012
WK 1994 · 
WK 2010 · 
WK 2014
OS 1920 · 
OS 1952 · 
OS 2004
1920 · 
1921–1928 · 
1929 · 
1930 · 
1931 · 
1932 · 
1933 · 
1934 · 
1935 · 
1936 · 
1937 · 
1938 · 
1939–1947 · 
1948 · 
1949 · 
1950 · 
1952 · 
1952 · 
1953 · 
1954 · 
1955 · 
1956 · 
1957 · 
1958 · 
1959 · 
1960 · 
1961 · 
1962 · 
1963 · 
1964 · 
1965 · 
1966 · 
1967 · 
1968 · 
1969 · 
1970 · 
1971 · 
1972 · 
1973 · 
1974 · 
1975 · 
1976 · 
1977 · 
1978 · 
1979 · 
1980 · 
1981 · 
1982 · 
1983 · 
1984 · 
1985 · 
1986 · 
1987 · 
1988 · 
1989 · 
1990 · 
1991 ·
1992 · 
1993 · 
1994 · 
1995 · 
1996 · 
1997 · 
1998 · 
1999 · 
2000 · 
2001 · 
2002 · 
2003 · 
2004 · 
2005 · 
2006 · 
2007 · 
2008 · 
2009 · 
2010 · 
2011 · 
2012 · 
2013 · 
2014 · 
2015 · 
2016 · 
2017 · 
2018 ·
2019 ·
2020 ·
2021 ·
2022 ·
2023
Albanië ·
Argentinië ·
Armenië ·
Australië ·
België ·
Bolivia ·
Bosnië en Herzegovina ·
Brazilië ·
Bulgarije ·
Canada ·
Chili ·
Colombia ·
Costa Rica ·
Cyprus ·
Denemarken ·
DDR · 
Duitsland ·
Ecuador · 
Egypte ·
El Salvador ·
Engeland ·
Estland ·
Ethiopië ·
Faeröer ·
Finland ·
Frankrijk ·
Georgië ·
Ghana ·
Gibraltar ·
Honduras ·
Hongarije ·
Ierland ·
IJsland ·
Israël ·
Italië ·
Ivoorkust ·
Japan ·
Joegoslavië ·
Kameroen ·
Kazachstan ·
Kosovo ·
Kroatië ·
Letland ·
Libië ·
Liechtenstein ·
Litouwen ·
Luxemburg ·
Malta ·
Marokko ·
Mexico ·
Moldavië ·
Montenegro ·
Nederland ·
Nieuw-Zeeland ·
Nigeria ·
Noord-Ierland ·
Noord-Korea · 
Noorwegen ·
Oekraïne ·
Oostenrijk ·
Palestina ·
Paraguay · 
Polen ·
Portugal ·
Qatar ·
Roemenië ·
Rusland ·
San Marino ·
Saoedi-Arabië · 
Schotland ·
Senegal · 
Servië · 
Slovenië ·
Slowakije ·
Sovjet-Unie ·
Spanje ·
Syrië ·
Tsjechië ·
Tsjecho-Slowakije ·
Turkije ·
Verenigde Staten ·
Wales ·
Wit-Rusland · 
Zuid-Korea ·
Zweden ·
Zwitserland
Colombia (2014) · 
Costa Rica (2014) · 
Duitsland (2012) · 
Ivoorkust (2014) · 
Japan (2014) ·
Polen (2012) ·
Portugal (2004, 2) · 
Rusland (2008) ·
Rusland (2012) ·
Spanje (2008) ·
Tsjechië (2012) ·
Zuid-Korea (2010) ·
Zweden (2008)
MLSZ · A-internationals · Selecties · Bondscoaches · Hongaars vrouwenelftal · Olympisch elftal · Hongarije U21 · Hongarije U20 · Hongarije U19 · Hongarije U18 · Hongarije U17 · Hongarije U16
1902 – 1919 · 
1920 – 1929 · 
1930 – 1939 · 
1940 – 1949 · 
1950 – 1959 · 
1960 – 1969 · 
1970 – 1979 · 
1980 – 1989 · 
1990 – 1999 · 
2000 – 2009 · 
2010 – 2019 ·
2020 − 2029
EK's:
1964 · 
1972 · 
2016 ·
2020 ·
2024
WK's:
1934 · 
1938 · 
1954 · 
1958 · 
1962 · 
1966 · 
1978 · 
1982 · 
1986
OS:
1912 · 
1924 · 
1936 · 
1952 · 
1960 · 
1964 · 
1968 · 
1972 · 
1996
1902 · 
1903 · 
1904 · 
1905 · 
1906 · 
1907 · 
1908 · 
1909 · 
1910 · 
1911 · 
1912 · 
1913 · 
1914 · 
1915 · 
1916 · 
1917 · 
1918 · 
1919 · 
1920 · 
1921 · 
1922 · 
1923 · 
1924 · 
1925 · 
1926 · 
1927 · 
1928 · 
1929 · 
1930 · 
1931 · 
1932 · 
1933 · 
1934 · 
1935 · 
1936 · 
1937 · 
1938 · 
1939 · 
1940 · 
1941 · 
1942 · 
1943 · 
1944 · 
1945 · 
1946 · 
1947 · 
1948 · 
1949 · 
1950 · 
1952 · 
1952 · 
1953 · 
1954 · 
1955 · 
1956 · 
1957 · 
1958 · 
1959 · 
1960 · 
1961 · 
1962 · 
1963 · 
1964 · 
1965 · 
1966 · 
1967 · 
1968 · 
1969 · 
1970 · 
1971 · 
1972 · 
1973 · 
1974 · 
1975 · 
1976 · 
1977 · 
1978 · 
1979 · 
1980 · 
1981 · 
1982 · 
1983 · 
1984 · 
1985 · 
1986 · 
1987 · 
1988 · 
1989 · 
1990 · 
1991 · 
1992 · 
1993 · 
1994 · 
1995 · 
1996 · 
1997 · 
1998 · 
1999 · 
2000 · 
2001 · 
2002 · 
2003 · 
2004 · 
2005 · 
2006 · 
2007 · 
2008 · 
2009 · 
2010 · 
2011 · 
2012 · 
2013 · 
2014 · 
2015 ·
2016 ·
2017 ·
2018 ·
2019 ·
2020 ·
2021 ·
2022 ·
2023 ·
2024
Albanië ·
Algerije ·
Andorra · 
Antigua en Barbuda ·
Argentinië ·
Armenië ·
Australië ·
Azerbeidzjan ·
België ·
Bohemen ·
Bolivia ·
Bosnië en Herzegovina ·
Brazilië ·
Bulgarije ·
Canada ·
Chili ·
China ·
Colombia ·
Costa Rica ·
Cyprus ·
Denemarken ·
DDR ·
Duitsland ·
Egypte ·
El Salvador ·
Engeland ·
Estland ·
Faeröer ·
Finland ·
Frankrijk ·
Georgië ·
Griekenland ·
Ierland ·
IJsland ·
India ·
Iran ·
Israël ·
Italië ·
Ivoorkust ·
Japan ·
Joegoslavië ·
Jordanië ·
Kazachstan · 
Koeweit ·
Kosovo · 
Kroatië ·
Letland ·
Libanon ·
Liechtenstein ·
Litouwen ·
Luxemburg ·
Malta ·
Mexico ·
Moldavië ·
Montenegro ·
Nederland ·
Nederlands-Indië ·
Nieuw-Zeeland ·
Noord-Ierland ·
Noord-Macedonië ·
Noorwegen ·
Oekraïne ·
Oostenrijk ·
Paraguay ·
Peru ·
Polen ·
Portugal ·
Qatar ·
Roemenië ·
Rusland ·
San Marino ·
Saoedi-Arabië ·
Schotland ·
Servië ·
Slovenië ·
Slowakije ·
Sovjet-Unie ·
Spanje ·
Tsjechië ·
Tsjecho-Slowakije ·
Turkije ·
Uruguay ·
Verenigde Arabische Emiraten ·
Verenigde Staten ·
Verenigd Koninkrijk ·
Wales ·
Wit-Rusland ·
Zuid-Korea ·
Zweden ·
Zwitserland
Brazilië (1954) · 
Duitsland (2021) ·
Frankrijk (2021) · 
IJsland (2016) · 
Italië (1938) · 
Oostenrijk (2016) · 
Portugal (2021) · 
West-Duitsland (1954, 2)